# Egészségpénztár
Az egészségpénztárak magánszemélyek által alapított, egészségügyi célú nonprofit szervezetek. A pénztár tulajdonosai maguk a tagok. A befizetésekből a pénztártagok egyéni döntésük szerinti egészségügyi, egészségvédelmi szolgáltatásokat vehetnek igénybe. Az egészségpénztár nem haszonorientált szervezet, célja nem a pénzgyűjtés, felhalmozás.

## Jellemzői
Az egészségpénztári megtakarítás fő jellemzői:
- a pénztárakba való belépés teljesen önkéntes,
- havonta rendszeresen tagdíjat kell fizetni, amelynek minimális mértékét az adott pénztár határozza meg ez az összeg a pénztárak alapszabályában van benne, pénztáranként nem azonos, átlagosan 1-2 ezer forint),
- a pénztárak a bankokhoz hasonlóan, tagonként egyedi számlán tartják nyilván a tag megtakarításait
- A tagok kedvezményezetteket jelölhetnek meg, akik kizárólag közeli hozzátartozók lehetnek.
- a befizetett összeg az egészség megőrzését szolgáló szolgáltatásokra, termékekre költhető el,
- egyes egészségpénztárak külön pénztári kártyát bocsáthatnak ki, ezen keresztül kényelmes és egyszerű az igénybe vett szolgáltatások elszámolása (hasonlóan működik, mint a bankkártya) a pénztárak szerződött szolgáltatóinál. Azon pénztáraknál, ahol kártyakibocsájtás is történik, általában kötelező a tagoknak kártyával rendelkeznie.

## Az egészségpénztár gazdálkodása

### 1. Beszámolási és tervkészítési kötelezettség
A törvény előírja a beszámolási kötelezettséget, amit részletesen a 270/1997. sz. Kormányrendelet szabályoz.
Az elkészült éves pénztári beszámolót a pénztár könyvszakértője hitelesíti, és ezután kell a közgyűlés elé terjeszteni elfogadás céljából, a pénzügyi év lejártát követő 90 napon belül.
A pénztárnak rövid (1 évre szóló) és hosszú távú (inkább középtávúnak nevezhető, mivel 3 éves időtartamra vonatkozik) tervkészítési kötelezettsége van. Az éves tervet szintén közgyűlésnek kell jóváhagynia
A hosszú távú terv esetében a törvény az alakuló közgyűlés számára írja elő a meghatározást, és az időszak lejárta után kell ismét új hosszú távú tervet készíteni. Ez alapján is érzékelhető, hogy a pénztár hosszú távú terve a pénztár stratégiáját, alapvető növekedési, fejlődési ütemét hivatott meghatározni. A jogszabályok a hosszútávra vonatkozóan egyéb előírásokat nem is tartalmaznak. Értelemszerűen a hosszú távú terv évenkénti bontásban készül.

### 2. A szolgáltatások és tagdíjak kalkulálása
Az egészségpénztárakra vonatkozóan van egy nagyon fontos előírás, mely szerint "az egységes tagdíjak összegét, a szolgáltatások értékét és a szükséges alapok nagyságát évente kalkulálni kell. A szolgáltatások lehetséges értékének összegét és az alapok nagyságát a pénztár által vállalt szolgáltatások összetétele és a megfizetett tagdíjak szolgáltatásra fordítandó részének összege határozza meg." Az egységes tagdíj nagyságáról a közgyűlés dönt, és arról is, hogy ennek fejében milyen szolgáltatásokat vehetnek igénybe a tagok. Az egységes tagdíjon felül azonban a tagoknak lehetőségük van többletbefizetésre, és ezáltal többletszolgáltatások igénybevételére is.

### 3. Pénztári tartalékok képzése
A tartalékképzés a pénztári bevételekből történik a közgyűlés által megszavazott százalékoknak megfelelően. A jelenlegi gyakorlatnak megfelelően általában a befizetések 80-90 %-a kerül a fedezeti tartalékba, és 10-20 %-a összesen a működési és likviditási tartalékba.
- a fedezeti tartalék a szolgáltatások finanszírozására szolgál, és ezen belül külön kell kezelni a tagok egyéni és szolgáltatási számláit. Az egyéni számla az a tartalék-nyilvántartás, amelyen a pénztár gazdálkodása és üzemvitele alapul, és amelyet a pénztár – a számviteli rendjével összhangban – a pénztártagok részére vezet. A pénztár gazdálkodása során az egyéni számla tartalmazza a pénztártagok rendszeresen fizetett tagdíjának, a munkáltatói tag hozzájárulásának, valamint a pénztárnak juttatott adományoknak azt a részét, amelyet a pénztár a tagok számára az éves pénzügyi terv alapján a szolgáltatások fedezeteként jóváír. A pénztár szolgáltatásait az egyéni számlák megterhelésével, a szolgáltatási számlákról teljesíti.
- a működési tartalék a működési költségek fedezésére szolgál. A működési költségek között kell elszámolni a tisztségviselők és alkalmazottak részére történt kifizetéseket és közterheket, a tárgyi eszközök költségeit, a nyilvántartás, könyvvezetés költségeit, és egyéb költségeket.
- a likviditási tartalék az időlegesen fel nem használt pénzeszközök gyűjtésére és – a másik két tartalék általános tartalékaként – a pénztár fizetőképességének biztosítására szolgál.

### 4. A szolgáltatások igénybevétele
A pénztári szolgáltatásokat, tagdíj ellenében, csak a tagok illetve – amennyiben azt az alapszabály tartalmazza – a közeli hozzátartozók vehetik igénybe. A szolgáltatások nyújtása érdekében a pénztár a pénztárvagyon erejéig más jogi illetve természetes személyekkel szemben kötelezettséget vállalhat, például szerződést köthet, és természetesen a vállalt kötelezettségekért, tartozásért a saját vagyonával felel.
A szolgáltatások igénybevételének feltételeit a pénztár szolgáltatási szabályzata állapítja meg. A pénztárak többségénél az igénybevétel feltétele az 1-6 hónapos várakozási idő letelte. Átlagosnak a 3 hónapos várakozási idő tekinthető, de van olyan pénztár is, ahol nincs várakozási idő, az igénybevétel feltétele, hogy az egyéni számlán legyen a szolgáltatás igénybevételéhez elegendő, illetve minimum 3 havi tagdíjnak megfelelő összeg.

### 5. Adó és egyéb kedvezmények

#### A.) Tagra vonatkozó adókedvezmények
- A pénztártag által befizetett tagdíj 30 %-a a személyi jövedelemadóból levonható, de évente legfeljebb összesen 100.000.-Ft (aki pedig 2020. január 1. előtt tölti be az öregségi nyugdíjkorhatárt 130.000.Ft)
- A munkáltató által átvállalt tagdíj (munkáltatói hozzájárulás) nem minősül jövedelemnek, de utána adókedvezmény sem vehető igénybe.
- A pénztár részére nyújtott támogatás (munkáltatói hozzájáruláson felül ilyen címen lehet a pénztár részére adományt juttatni) közérdekű kötelezettségvállalásnak minősül, ennek megfelelő adókedvezmények vonatkoznak rá. A támogatásból az egyéni számlákra jóváírt összeg viszont a tagnál egyéb jövedelemnek minősül és 30 % adókedvezményt lehet utána igénybe venni, a fentiekben meghatározott összeghatár figyelembe vételével.

#### B.) Munkáltatói tagra és támogatóra vonatkozó adókedvezmények

##### Munkáltatói tagra vonatkozó szabályok
Munkáltatói tag az a természetes vagy jogi személy, vagy jogi személyiséggel nem rendelkező gazdasági társaság, aki a pénztárral kötött szerződés alapján munkavállalójának tagdíjfizetési kötelezettségét egészben vagy részben átvállalja (munkáltatói hozzájárulás a Pénztártörvény 12.§. 1. bekezdés alapján).
A számvitelről szóló 1991. évi XVIII. törvény értelmében a személyi jellegű ráfordítások az alkalmazottaknak munkabérként elszámolt összeg, a személyi jellegű egyéb kifizetések, valamint a társadalombiztosítási járulék. A munkáltatói hozzájárulás jellegénél fogva a személyi jellegű egyéb kifizetések közé sorolható.
A munkáltató munkavállalójának tagdíjfizetési kötelezettségét vállalja át részben vagy egészben, tehát a munkáltatói hozzájárulás szorosan kapcsolódik a munkaviszonyhoz. A munkaviszonyhoz kapcsolódó költségek és ráfordítások a vállalkozási tevékenység érdekében felmerülő költségnek, ráfordításnak minősülnek, ezért az adóalap megállapítása során ezek teljes egészükben figyelembe vehetők.
A társadalombiztosítás ellátásaira és a magánnyugdíjra jogosultakról, valamint e szolgáltatások fedezetéről szóló 1997. évi LXXX. törvény 21. §. a értelmében a foglalkoztató által az önkéntes kölcsönös biztosító pénztárba a tag javára havonta fizetett tagdíj összegének az a része, amely nem haladja meg havonta a tárgyhónap első napján érvényes minimálbér összegét, járulékalapot nem képező jövedelemnek minősül. Nem kell tehát a munkáltatónak a munkáltatói hozzájárulás összege után a társadalombiztosítási járulékot megfizetnie.

##### Támogatóra vonatkozó szabályok
A Pénztártörvény 17.§.(1) bekezdése értelmében a pénztár támogatójának minősül az a természetes vagy jogi személy, aki (amely) eseti vagy rendszeres, pénzbeni vagy nem pénzbeni szolgáltatást teljesít (továbbiakban adomány) a pénztár javára ellenszolgáltatás nélkül.
A társasági és osztalékadóról szóló 1996. évi LXXXI. törvény 7.§. (5) bekezdés szerint az adózás előtti eredményt csökkenti az adomány teljes összege, de legfeljebb az adózás előtti eredmény 20 százaléka.

## Az egészségpénztárak lehetséges szolgáltatásai
Az elmúlt években a magyar egészségügy jelentős tőkekivonást volt kénytelen elszenvedni, melynek következtében az egészségügyben használatos műszerek, épületek amortizációjára, fejlesztésére valamint az egészségügyben dolgozók bérhelyzetének javítására szinte semmit sem lehetett fordítani. Ilyen súlyos áldozatokkal együtt is az Egészségbiztosítási Alap állandó hiánnyal küszködik.
A fentiekből érzékelhető a lassan, de biztosan kialakuló tendencia: az állam bizonyos szintig finanszírozza az egészségügyi ellátást, de ez a szint a források szűkössége miatt egyre inkább elmarad az orvosilag megtehető, illetőleg a lakosság által igényelt szinttől. Az egészségügyről szóló 1997. évi CLIV., a kötelező egészségbiztosítás ellátásairól szóló 1997. évi LXXXIII. törvények, valamint a kapcsolódó jogszabályok egyre pontosabban definiálják a közfinanszírozásból nyújtott szolgáltatások minőségét és mennyiségét. Ennek figyelembevételével és a kormányzati szándékokkal összhangban a kiegészítő egészségpénztárak egyértelműbben, valóban kiegészítő és választékbővítő jelleggel alakíthatják ki szolgáltatásaikat.
Az állam visszavonulásának és ezzel párhuzamosan az egészségpénztárak tevékenységi köre bővülésének várható tendenciái a következő területeken prognosztizálhatók:

### 1. Prevenció
Az új egészségügyi törvény kiemelten kezeli a prevenciót, azonban a magyar egészségügy még nem kellő mértékben végez megelőző tevékenységet. Ennek a ténynek az egyik oka, hogy a prevenció hatékonysága nem vizsgálható és értékelhető önmagában.
A prevenció ugyanis sokba kerül, ezáltal – hiába előzhető meg általa sok betegség  az egészségügy költségeit rövid  közepes időtávon nem csökkenti. A prevenció eredményességét a megnyert életévekkel az általánosan javuló élet minőséggel kell mérni, és ennek megfelelően a nyereség az egészségügy rendszerén kívül a gazdaságban, a kultúrában és az élet egyéb területein fog jelentkezni.
A prevenció egyik legalapvetőbb módszere a rendszeres szűrővizsgálatok végzése.
1998. január 1- től a kötelező egészségbiztosítás keretében térítésmentesen igénybe vehető szűrővizsgálatokat rendelet szabályozza, mely szerint a különféle szűrővizsgálatokat azonban csak bizonyos időszakonként és korcsoportban lehet igénybe venni. A 18 év feletti korosztály az életkornak és a nemnek megfelelő rizikófaktorok által indukált betegségek tekintetében egy illetve két évenként vehet részt ezeken az alapvető szűrővizsgálatokon.
A vizsgálatok a biztosítottak kezdeményezésére, a házi vagy a kezelőorvos beutalása alapján vehetők igénybe.
A pénztárak eddig is jelentős arányban végeztek szűrővizsgálatokat a tagság igényének megfelelően és a pénztári szolgáltatások kalkulálása érdekében. Ezeket a szűrővizsgálatokat azonban a tagok más indíttatásból veszik igénybe.
Az egészségügynek ki kell lépnie az addigi betegség centrikus felfogásból, és éppen a betegségek megelőzése céljából egyre többet kell foglalkoznia az egészségesekkel, vagy a magukat annak tartókkal, közre kell működnie az egészség megszilárdításában, ha kell védelmében.
E felfogás értelmében a szűrővizsgálat egyik célja lehet, hogy a tagok biztonságban érezhessék magukat, abban a tudatban éljenek és dolgozzanak, hogy egészségük érdekében a pénztár a rendszeres szűrővizsgálat elvégzésével mindent megtesz.
A szűrővizsgálatok rendszeres elvégzése az egészségpénztári működés hatékonyságának alapját képezi, hiszen minden további lépés, tanácsadás, szakrendelésre küldés, gyógyszerfelírás, stb. csak a vizsgálati eredmények ismeretében hozhat maradandó eredményt.

### 2. Fogorvosi ellátások
Mivel a fogászati ellátás területén különösebb elmozdulás nem várható, a jövőben is a fogászat lesz az egyik alapvető egészségpénztári szolgáltatás.
A fogászati szolgáltatások egészségpénztári keretek közötti nyújtását elősegíti, hogy ma már Magyarországon a fogorvosi praxisok túlnyomó része magánvállalkozás, tehát az orvos és a pénztár közötti együttműködés feltételei egyszerűek.

### 3. Részleges térítés
Az egészségügyi ellátások között számos olyan szolgáltatás van, melyet az egészségbiztosítás csak részleges térítés mellett nyújt. Ezekről a térítésekről a beteg kérésére számla állítható ki, melyet az egészségpénztár átvállalhat. Ide tartoznak a biztosító által nem finanszírozható olyan anyagminőségek, amelyek a vizsgálati és terápiás rend szerinti minőséget meghaladják.
A betegeknek részleges térítést kell fizetniük a kizárólag beutalóval igénybe vehető járóbeteg-szakellátások beutaló nélküli igénybe vétele, valamint nem a beutalás szerinti egészségügyi szolgáltatónál történő igénybevétel esetén. Ezek a térítések járóbeteg szakellátás esetén, de főképpen egy hosszadalmasabb kórházi ellátás esetén komoly összegre rúghatnak.

### 4. Teljes összegű térítés
Vannak olyan egészségügyi ellátások, melyek az egészségbiztosítás szempontjából nem minősülnek alapvetőnek, ezért ezek az ellátások az egészségbiztosítás terhére nem vehetők igénybe.
Ezekért az ellátásokért teljes összegű térítési díjat kell fizetni. Ide tartoznak a nem gyógyító célú, kizárólag esztétikai vagy rekreációs célból nyújtott egészségügyi szolgáltatások, valamint az egészségi állapotot pozitív irányban alapvetően nem befolyásoló, szakmailag nem bizonyítottan hatékony eljárások.
Teljes összegű térítési díjat kell fizetni továbbá a gépjárművezetői- alkalmassági vizsgálatért, a lőfegyver tartására való egészségi alkalmasság pszichológiai vizsgálat esetén is.

### 5. Hotelkörülmények
Vannak olyan esetek is, amikor a beteg kérésére az általánosnál magasabb színvonalú hotelkörülményeket biztosít az egészségügyi intézmény, vagy pl. beutaló nélkül vagy nem a területi ellátásnak megfelelő intézményben kerül sor az egészségügyi szolgáltatás nyújtására, vagy a beteg egyágyas szobában óhajtja magát gyógykezeltetni, külön étrend alapján étkezik, stb. Ezekben az esetekben a plusz szolgáltatásokért fizetni kell, és a jövőben egyre inkább várható, hogy fokozottan sor kerül majd a lakossági hozzájárulásra, a co-paymentre.

### 6. Gyógyszer, gyógyászati segédeszköz, gyógyfürdő
A pénztárak már jelenleg is elláthatnak egészségügyi célú önsegélyező feladatokat, tehát pénzbeli támogatást nyújthatnak.
Ennek keretében az egészségpénztárak többsége nyújt és a jövőben is az egyik alapvető szolgáltatás lesz a gyógyszer és gyógyászati segédeszköz ártámogatása. Az új egészségbiztosítási törvény értelmében a gyógyfürdőellátások is ebbe a kategóriába tartoznak 1998. január 1-től.

### 7. Táppénz kiegészítés
Az egészségbiztosítási törvény értelmében "A táppénz összege folyamatos, legalább kétévi biztosítási idő esetében a figyelembe vehető napi átlagkereset hetven százaléka, ennél rövidebb biztosítási idő esetében, vagy fekvőbeteg-gyógyintézeti ellátás tartama alatt hatvan százalék."
Az egészségpénztárak már eddig is nyújtottak önsegélyező típusú szolgáltatásokat a tagok részére, valószínű, hogy erre a szolgáltatásra a jövőben is szükség lesz.

### 8. Szociális háttérintézmények, házi ápolás
Az egészségbiztosítási törvény szerint, amennyiben a beteg állapota indokolja, a biztosított jogosult az e feladatra finanszírozott szolgáltatónál elhelyezésre és ápolásra, de ezért a jelenlegi szabályok szerint térítési díjat kell fizetni. Van egy új humánus ellátás is, a hospice, amely a haldoklók ellátásával foglalkozik. Ebben az esetben is napi térítés van.
A házi ápolás is egy olyan terület, amely a kórházi fekvőbeteg ellátás kiváltását célozza. Egészségügyi ismereteket, szakápolót követel, térítést kell fizetni érte. Ezek olyan területek, ahol az egészségpénztárak hozzájárulhatnak az ápolás költségeihez.

### 9. Egészséges életmódra nevelés
Az egészséges életmódra történő nevelés és ennek érdekében sportolási lehetőségek szervezése és nyújtása már megjelent néhány egészségpénztár szolgáltatási jegyzékében.
Az egészségi állapotot maga az egészségügyi ellátás csak kismértékben befolyásolja, sokkal nagyobb, közel négyszeres szerepe van az életmódnak. Az egészséges életmóddal a betegségek nagy részét meg lehet előzni, de ehhez tudni kell, hogy mit kell érteni egészséges életmódon. Ide tartozik a rendszeres testmozgás, a helyes táplálkozás, a kiegyensúlyozottságra való törekvés, stb.
A jövőben minden bizonnyal ilyen tanácsadást és szolgáltatásokat egyre több pénztár fog nyújtani. Ezek közül a sportszolgáltatások nyújtását azonban óvatosan kell kezelni. Minden esetben előzetes orvosi javallat szükséges a szolgáltatás igénybevételéhez, hogy az mindenképpen egészségjavulást, és véletlenül se egészségkárosodást idézzen elő.

### 10. Gyógyüdülés, rehabilitáció
Gyógyüdülés, rehabilitáció azok a területek, ahonnan az állam fokozatosan kilép, tehát a jövőben rehabilitációs és gyógyüdülés szolgáltatások szervezése és nyújtása egészségpénztári feladat is lehet, hiszen a társadalombiztosítás keretei között a rehabilitációs céllal, orvosi beutalással történő gyógyüdülés gyakorlatilag minimális szintre csökkent.

### 11. Betegdokumentáció
Az egészségügyi szolgáltatások területén "fehér foltnak" tűnik a betegdokumentáció, a személyes adatok komplex kezelésének kérdése.
Ezt a feladatot a jelenlegi szabályok szerint a háziorvosoknak kellene ellátniuk.
A háziorvosoknak a hozzá tartozó lakosok minden bajáról, egészségüggyel történő érintkezésről tudniuk kellene. Nekik kell irányítaniuk a betegek kivizsgálását, beutalni őket ambuláns vagy kórházi vizsgálatokra, illetve kezelésre, utána összegezni a leleteket, meghatározni a tartós és az utókezelést, ha kell a rehabilitáció, dönteni munkaképességükről. Ez még leírva is sok, így némileg érthető, hogy a mai súlyos megbetegedési viszonyok mellett ez a szerep időnként elvész a heveny kórképek gyakran sürgősségi ellátási feladatai mellett.
Ez a terület tipikusan az, ami felvállalható önkéntes egészségpénztári szolgáltatásként, ugyanis a szűrővizsgálati adatok az egyéb kórelőzmények és egyéb adatok (lelki, szociális, családi stb. problémák) komplex kezelése folytán egészségügyi szakmai összefüggésekre derülhet fény, melynek kezelésével igazán kiemelkedő eredményeket lehetne elérni.

## Első Magyar Vidéki Egészségpénztár Egyesület

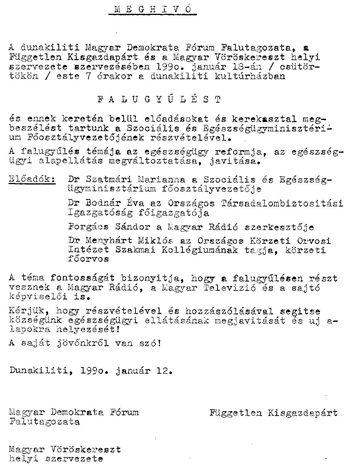
Dunakiliti falugyűlés meghívó

1998-ban a körzeti orvosok szerették volna elérni, hogy a körzeti orvos ne az orvosi hierarchia alján legyen és a betegeik számára minőségibb ellátást tudjon adni. Azt akarták elérni, hogy ne függjenek az ellátók és az ellátottak sem az egészségügyhöz egyáltalán nem értő községi-városi Tanácsok tanácstagjainak, párttitkárainak kénye-kedvétől.
Minden körzeti orvos azt szerette volna, hogy önállóan, külső dirigensek nélkül végezhesse a szakmai munkáját. Ezek jegyében merült fel annak a gondolata, dr. Menyhárt Miklós akkor dunakiliti-i körzeti főorvosnál, hogy megoldásként egészségügyi önkormányzatot alakítson.
Ezért 1990.január 12-én Dunakilitin illegális falugyűlést szerveztek, melyre meghívták a sajtót, a minisztérium képviselőjét, dr. Szatmári Mariannát, az OTI főigazgatóját dr.Bodnár Évát, és a magyar Rádió szerkesztőjét Forgács Sándort. Az akkori társadalmi és jogi környezetben az önkormányzat szó is tiltott volt, de kialakulni látszott egy lehetőség, melyben az akkor még körzeti orvosok nagyobb szakmai önállóságot kaphattak volna.
Dr.Menyhárt Miklós és önkéntes segítői 1990.január 20-án megalakították a Dunakiliti Egészségügyi Önkormányzatot, de ennek legitimációja nem valósulhatott meg.
A kudarc ellenére azonban egyre inkább nyilvánvalóvá vált, hogy az egészségügynek az akkori problémáiból való kilábalásához, igenis szükséges az alapellátás gyökeres átalakítása, privatizációja, kiegészítő biztosítási rendszerek létrehozása, a körzeti orvosi szolgálat családorvosivá tétele és a társadalombiztosítási rendszer alapvető megváltoztatása.

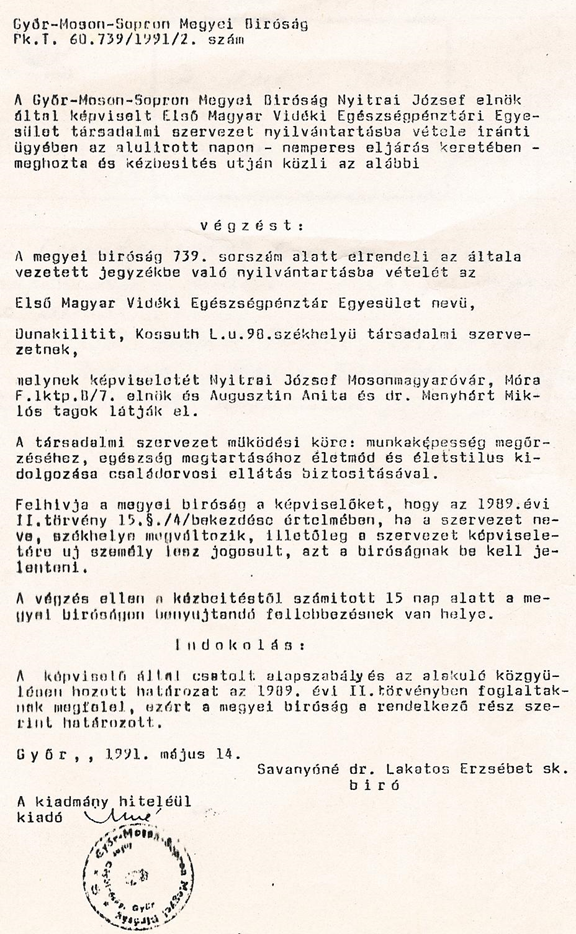
Alapító okirat

Az akkori politikai körülmények, a jogi és szakmai elvárások figyelembevételével több külföldi példát tanulmányozva egyik járható útnak mutatkozott, hogy egészségpénztár egyesületet hozzanak létre. Magyarországon ekkor ilyen jogintézmény nem létezett, de az egyesülési jogról szóló 1989-es törvény és az alapítványokról szóló jogszabályok lehetővé tették. 
Így alakult meg, többoldalú egyeztetések után 1991.március 02-án az Első Magyar Vidéki Egészségpénztár Egyesület. „Az elnevezés német fordításból származik és félreértést okozhat, hiszen a személyi egyesülésen alapuló civil szervezet jelleget jobban kifejezi a "mutualité", amit "kölcsönös segélyegyletnek" fordíthatnánk. Később a törvényalkotók a törvényben rögzítették a francia "mutualité" alapelveit, az önkéntességet, a kölcsönösséget, a demokratikus működést, ami a tagok egyenlő jogait tartalmazza és a függetlenséget. A függetlenség deklarálása megerősíti azt az egyébként a polgárjogi megbízásos viszonyból is levezethető elvet, hogy az önálló jogi személyiségű pénztár vezető testülete független kell legyen.
Az egyesület célul tűzte ki az önkormányzati szervezeti modellt és működést. Célja a tagok számára nyújtott magasabb szintű egészségmegőrző és egészségügyi szolgáltatások nyújtása, több szolgáltatással és várakozási idő nélkül, továbbá a kockázatközösségnek a társadalmi kockázatokra korlátozása, a kockázatok profilaktikus kezelése és a nem haszonelvű jellege volt. Ez utóbbi jelleg élesen elkülönítette az üzleti célú biztosítási rendszerektől.
Alakulása után egy hónapon belül 102 tagja volt az egyesületnek, akik a tagdíjat befizették. Dr. Menyhárt Dunakilitiről való távozása után szakmai vezetőként dr.Iván Endre bezenyei körzeti orvos vezette az egészségpénztárt, Nyitrai József elnökletével.

## Magyar Egészségpénztárak Szövetség
Még ebben az évben, mint egyesület alakult meg 1991.szeptember 6-án a Magyar Egészségpénztárak Szövetsége, melynek vezetőségében többek közt dr. Titmann János elnök, dr.Menyhárt Miklós, dr. Skrabski Árpád, Imre Lászlóné, Tasnádi Sándor vettek részt.
Az önkéntes pénztárakról 1994-ben elfogadott törvény nemcsak nyugdíjpénztárak, hanem egészség- és önsegélyező pénztárak alapítását is lehetővé tette. Ez utóbbiakról azonban viszonylag kevés szó esik, jóllehet a tagsághoz ugyanolyan személyi jövedelemadó- és társadalombiztosítási járulékkedvezmény társul. Igaz, eddig egy sor megkötés drágította a működést, és korlátozta a tagok számára a pénz felhasználását. Ráadásul itt a tagdíj zömét a befizetést követő rövid időn belül fel is használták. Így, a biztosítók vagy bankok számára sem kecsegtetett olyan – általában a vagyonkezelésből lefölözhető – haszonnal egy ilyen intézmény alapítása, hogy ebbe pénzt fektettek volna. Mindennek dacára 2004 év végén már 40 egészségpénztár működött az országban.
Dr.Menyhárt Miklós elképzelése, hogy az alapellátást biztosító orvosok szakmai megbecsülése emelkedjen, és a betegek minőségibb ellátást kaphassanak, indította el a mutualité jellegű önkéntes egészségpénztárakat azon az úton, amelyen a ma működő egészségpénztárak működnek. 

## "Association International de la Mutualité" konferencia és közgyűlés
Az "Association International de la Mutualité" (AIM) 200 millió tagot képviselő, európai központú világszervezet, amely kölcsönös segélyszervezeteket, azaz a magyar "pénztárak"-at, német "Krankenkasse"-kat, francia "mutualité"-ket, angol "providence"-eket, holland "egészségbiztosító"-kat tömöríti magában. E szervezetek a tagok tulajdonában vannak, ezért anyagilag is leginkább érdekeltek abban, hogy a legkisebb költségért a legjobb egészségügyi ellátást nyújtsák.
Az európai, a dél-amerikai és legújabb fejleményként a közép-afrikai országok majd mindegyikében a pénztártagság vagy a teljes lakosságra, vagy annak jelentős hányadára kiterjed. Ezek a szervezetek minden országban a társadalombiztosítás szolgáltatásait egészítik ki és sok esetben a társadalombiztosítás decentrumaiként gazdálkodási és adminisztrációs feladatokat látnak el. A tapasztalatok szerint más szervezeti formáknál alkalmasabbak az alábbi funkciók betöltésében:
- hatékony árkontroll a gyógyszerek, berendezések és egészségügyi ellátás tekintetében,
- a rugalmatlan állami vagy társadalombiztosítási szolgáltatások szükséglet szerinti kiegészítése,
- a társadalombiztosítással együttműködve, decentralizált, ugyanakkor országosan egységes ellátás pénzügyi feltételeinek biztosítása,
- olyan tőkebevonás az egészségügy finanszírozásában, amelyet nem követ profitelvonás,
- a hálapénz intézményesített adózott jövedelemmé alakítása,
- a tagok bizalmának, jó közérzetének, önértékelésének, biztonságérzetének megteremtése,
- a tagok anyagi érdekeltségén keresztül a kulturált és egészséges életvitel elterjesztése, a megelőzés intézményesítése,
- a társadalom emberi tőkéjének fejlesztése, e célból az egészségügyi és egyéb intézmények tevékenységének összehangolása,
- a tagok szolidaritásának, társadalmi védőhálójának, a társadalmi tőkének fejlesztése,
- a tagok jogainak, jogosultságainak garantálása a tagság tulajdonosi jogai a civil szervezet átláthatósága és a fokozott állami ellenőrzés útján,
- a szolgáltatások minőségének javítása a civil szervezet sajátos eszközeinek, így etikai kódex alkotásnak és az etikai elvek érvényesítésének, továbbá a szolgáltatók minősítésének útján.

A felsorolt funkciók mindegyike, sőt azok egyes elemei önálló tudományos megalapozást és szociálpolitikai megfontolást igényelnek. Az AIM évente két konferenciával egybekötött közgyűlést szervez, amelyeken az évek során a fenti funkciók majd mindegyike sorra került. A legutóbbi ülésen a gyógyszerek költségeinek kontrollja továbbá az "evidence based medicine" volt a téma, tehát az, hogy az egyes országokban hogyan biztosítják a megalapozott kezelési módszerek alkalmazását.
A gyógyszerárak kontrollja tűnik az egészségpénztárak számára napjaink legnagyobb kihívásának. Igen magas, esetenként az előállítási árat megközelítő, vagy meghaladó a gyógyszergyártók profitja és hasonló a forgalmazóknál jelentkező árrés. A gyógyszergyártók reklámtevékenysége, a saját termékeik elsőbbségét alátámasztó kutatások támogatása és publikálása befolyásolja az orvosokat, felhajtja a kezelési költségeket.
A gyógyszerárak észszerűsítése céljából az AIM nemzetközi összehasonlító vizsgálatokat végez a különböző európai országokban a gyógyszerfelírási, gyógyszerfogyasztási szokásokról, azok hatékonyságáról. Tervezik a gyógyszerek elektronikus úton történő rendelését, ezzel megtakarítva a kiskereskedelmi árrést. A terápiákat, ezen belül a gyógyszerfelhasználást ajánlások kidolgozásával teszik költséghatékonnyá az "evidence based medicine" keretében.
Az "evidence based medicine"-el kapcsolatban összegyűjtötték azokban az országokban meglévő ajánlásokat, amelyekben AIM tagszervezetek tevékenykednek. Németországban és Izraelben leginkább kidolgozott az ajánlások alkalmazása. Az "evidence based medicine" vizsgálatokban élenjáró Cochrane Collaboration kénytelen olyan kutatási eredményekre támaszkodni, amelyeket gyógyszergyárak finanszíroztak. Az AIM vizsgálatai feltétlen szükségesek az objektív véleménykialakítás céljából. A Magyar Pénztárszövetség a megelőzéssel. kapcsolatban dolgoztatott ki ajánlásokat, amelyek a veszélyeztető tényezők felismerése és a beavatkozás leírása mellett költséghatékonysági elemzést tartalmaznak.

## Magyarországi egészségpénztárak
- Adoszt Egészségpénztár
- Aranykor Egészségpénztár
- Generali Egészségpénztár
- Izys Egészségpénztár
- K&H Medicina Egészségpénztár
- Kardirex Egészségpénztár
- Medicare Egészségpénztár
- MediSmart Egészségpénztár
- MBH Gondoskodás Egészségpénztár
- OTP Országos Egészségpénztár
- Patika Egészségpénztár
- Prémium Egészségpénztár
- Új Pillér Egészségpénztár
- Vasutas Egészségpénztár